# New Middletown (Indiana)
New Middletown – miasto w Stanach Zjednoczonych, w stanie Indiana, w hrabstwie Harrison.